# Leonard Kirwa Kosencha
Leonard Kirwa Kosencha (ur. 21 sierpnia 1994) – kenijski lekkoatleta specjalizujący się w biegu na 800 metrów.
W 2011 został mistrzem świata juniorów młodszych, a w biegu finałowym czasem 1:44,08 ustanowił nieoficjalny rekord świata juniorów młodszych oraz wywalczył srebrny medal igrzysk Wspólnoty Narodów młodzieży.
Rekord życiowy: 1:43,40 (20 lipca 2012, Monako). 

## Osiągnięcia
| Rok  | Impreza                                       | Miejsce | Pozycja    | Wynik   |
| ---- | --------------------------------------------- | ------- | ---------- | ------- |
| 2011 | Mistrzostwa świata juniorów młodszych         | Lille   | 1. miejsce | 1:44,08 |
| 2011 | Igrzyska Wspólnoty Narodów juniorów młodszych | Douglas | 2. miejsce | 1:50,62 |